# Birkach (Lehrberg)
Birkach (fränkisch: „Birga“) ist ein Gemeindeteil der Marktes Lehrberg (Mittelfranken, Bayern). Birkach liegt in der Gemarkung Obersulzbach.

## Geografie
Im Weiler entspringt ein namenloser rechter Zufluss des Sulzbachs. Dieser fließt rechts in die Fränkische Rezat. 0,5 km nördlich liegt das Waldgebiet Große Lenker mit dem Langen Berg (482 m ü. NHN), südwestlich erhebt sich der Weinberg, dahinter liegt der Kapellenwald. 0,5 km südlich liegt der Heßbacher Ranken. Die Kreisstraße AN 2 führt nach Gräfenbuch (1 km östlich) bzw. nach Untersulzbach (0,8 km nordwestlich).

## Geschichte
Der Ort wurde 1380 als „Pyrkich“ erstmals urkundlich erwähnt. Der Ortsname leitet sich vom gleichnamigen Flurnamen ab. Dieser besteht aus dem Grundwort Birke mit angehängtem Kollektivsuffix –ich und bedeutet Birkenwald. Im Jahre 1579 wurde der Ort „Birkaw“ genannt, wovon sich die umgangssprachliche Form „Birga“ ableitet. Für das Jahr 1732 ist die Form „Bürkach“ belegt. Beide Formen sind Fehldeutungen des ursprünglichen Ortsnamens, weil mit den Suffixen –aw und –ach eigentlich Gewässer bezeichnet werden.
Gegen Ende des 18. Jahrhunderts gab es in Birkach 4 Anwesen (2 Halbhöfe, 1 Dreiviertelhof, 1 Köblergut), ein Gemeindehirtenhaus und eine Kapelle. Das Hochgericht übte das brandenburg-ansbachische Hofkastenamt Ansbach aus. Die Dorf- und Gemeindeherrschaft hatte das eichstättische Vogtamt Lehrberg. Alle Anwesen hatten das eichstättische Propsteiamt Herrieden als Grundherrn. Von 1797 bis 1808 unterstand der Ort dem Justiz- und Kammeramt Ansbach.
Im Rahmen des Gemeindeedikts wurde Birkach dem 1808 gebildeten Steuerdistrikt Obersulzbach und der 1811 gegründeten Ruralgemeinde Obersulzbach zugeordnet. Im Zuge der Gebietsreform in Bayern wurde diese am 1. Mai 1978 nach Lehrberg eingemeindet.

### Baudenkmäler
- Haus Nr. 4: Bauernhof, eingeschossiges, massives Wohnstallhaus, frühes 19. Jahrhundert[12]
- Westlich des Ortes befinden sich auf dem Kapellenbuck die Überreste einer abgegangenen Kapelle.[13]

### Einwohnerentwicklung
| Jahr      | 001818 | 001840 | 001861 | 001871 | 001885 | 001900 | 001925 | 001950 | 001961 | 001970 | 001987 | 002008 |
| Einwohner | 26     | 26     | 27     | 40     | 31     | 30     | 26     | 49     | 21     | 17     | 12     | 17     |
| Häuser    | 13     | 5      |        |        | 6      | 6      | 5      | 5      | 4      |        | 4      |        |
| Quelle    | [ 15 ] | [ 16 ] | [ 17 ] | [ 18 ] | [ 19 ] | [ 20 ] | [ 21 ] | [ 22 ] | [ 23 ] | [ 24 ] | [ 25 ] | [ 1 ]  |

## Religion
Der Ort ist seit der Reformation evangelisch-lutherisch geprägt und war ursprünglich nach St. Margaretha (Lehrberg) gepfarrt, seit 1812 ist die Pfarrei St. Maria (Obersulzbach) zuständig. Die Einwohner römisch-katholischer Konfession sind nach St. Dionysius (Virnsberg) gepfarrt.